# Choomphol Chaiyanitr
Choomphol Chaiyanitr (taj. ชุมพล ไชยเนตร; ur. 22 marca 1922 w prowincji Lampang) – tajski strzelec, olimpijczyk.
Brał udział w Letnich Igrzyskach Olimpijskich 1964 (Tokio) i Letnich Igrzyskach Olimpijskich 1968 (Meksyk). Na obu startował tylko w konkurencji karabinu małokalibrowego leżąc z odl. 50 metrów, w których zajmował odpowiednio: 27. i 75. miejsce.

## Wyniki olimpijskie
| Igrzyska | Konkurencja                       | Wynik                            | Miejsce | Źródło |
| -------- | --------------------------------- | -------------------------------- | ------- | ------ |
| IO 1964  | Karabin małokalibrowy leżąc, 50 m | 589 punktów (97-97-97-99-99-100) | 27      | [ 1 ]  |
| IO 1968  | Karabin małokalibrowy leżąc, 50 m | 580 punktów (95-97-96-97-97-98)  | 75      | [ 2 ]  |